# Motel 3.
A Motel 3. (eredeti cím: Hostel: Part III) 2011-ben bemutatott amerikai horrorfilm, melyet Scott Spiegel rendezett és Michael D. Weiss írt, a Motel-filmsorozat harmadik és egyben utolsó része.
A filmet DVD-n 2011. december 27-én adták ki.

## Történet
A film azzal kezdődik, hogy egy Travis nevű fiatalember, az egyik szállodaszobába megy, ahol egy ukrán házaspár, Victor és Anka tartózkodik. A pár megkínálja Travist egy kis vodkával, de ő visszautasítja, mondván, hogy ő hozott sört mindenkinek. Ahogy hárman sörözgetnek, egyszer csak Anka elájul a zuhany alatt. Amikor Victor megtalálja őt eszméletlenül, ő is elájul. Victor megkéri Travist, hogy segítsen. Travis besétál a fürdőszobába közömbösen, és csak bámulja a párt, majd Victor végül teljesen elájul, mert Travis kábítószert kevert a sörükbe. Ezután kiderül, hogy Travis tagja az Elit Vadász Klubnak. Victor később felébred egy elhagyatott épület cellájában. Két őr betoppan és elviszik Ankát a másik cellából.
Scott a menyasszonyától, Amytől a ház előtt búcsúzkodik, mert Scott a barátjával, Carterrel, elutaznak. Carter elmondja, hogy Scott egy darabig nem jön haza, mert Las Vegasba viszi legénybúcsúra. Miután Las Vegasba érnek, Scott és Carter találkozik két barátjukkal, Justinnal és Mikeal. A négy férfi elmegy egy szórakozóhelyre, ahol végül találkoznak két nővel, Kendrával és Nikkivel, akiknek Carter titokban fizetett, hogy szexeljenek Scottal. Kendra és Nikki elmondja mindannyiunknak, hogy van egy "kissé ijesztő" parti, ahova el tudnának menni. A srácok fognak egy taxit és elmennek az épülethez. Összezavarodva a srácok kopogtatnak az ajtón, és elmondják a kidobónak, hogy meghívást kaptak. Ahogy beengedi a srácokat, Kendra megközelíti Scottot, de elutasítja őt, mert már volt egy esett korábban, hogy hűtlen volt Amyhez és nem akarja, hogy újra megtörténjen. Mike és Nikki átmennek Kendrához és Scotthoz. Később Scott részegen kimegy az épületen kívülre és csak a taxit látja, amivel jöttek. Dörömből az ajtón, de kizáródott és végül nem tud visszamenni. Scott másnap reggel felébred a szálloda szobájában, ahol Carter és Justin van jelen. Mindhárman csodálkoznak, hogy Mike nem veszi fel a telefonját, csak a hangposta. Azt hiszik, hogy Kendrával van, és majd csak később jön a szállodába.
Eközben, Mike ismeretlen helyen felébred egy cellában, és elkezd pánikba esni. Besétál két őr és elviszik őt. Ezután egy üres szobában találja magát, hozzákötözve egy székhez. Elhúzódik a függöny az egyik üvegből készült falról és látja, hogy vagyonos ügyfelek fogadnak egymás között. Orvos lép be a szobába és Mike könyörögni kezd neki, mondván, hogy neki családja van. A kimondott szó hallatán, gratulálnak azoknak a játékosoknak, akik arra fogadtak, hogy családjáért fog könyörögni. Az orvos elkezdi körbe szabni Mike arcát, majd hagyja üvölteni a fájdalomtól, ekkor a függöny bezárul. A közönség megtapsolja a Showt. Időközben Nikki felébred egy szájlabdával a szájában, és Travis pompom ruhába öltözteti. Ugyanabba a szobába viszik, amiben Mike is volt. Hozzápántolja az orvos egy vasasztalhoz és csótányokat szór rá, ahogy ő sikoltozik belemásznak a szájába és megfullad.
Scott, Carter, Justin és Kendra kap egy üzenetet Mike telefonjáról, amelyet Travis küldött, hogy találkozzanak vele és Nikkivel egy hotelszobában. Amikor odaérnek, mindenkit elrabol Travis, és Victorral együtt külön cellákban ébrednek. A két őr elviszi Justint, Carter pedig felhívja az őrt, és közli velük, hogy ő is ügyfél. Miután megmutatja az Elite Vadász Klub tetoválását, az őrök elengedik.
Justint egy székhez kötözik, Carter, Flemming és Travis pedig végignézik, ahogy egy jelmezes nő több nyílpuskával lövöldöz rá. A fő műsorszám elkezdődik, Scottot egy székhez kötözik. Megkérdezi Cartert, hogy miért teszi ezt, mire Carter elárulja, hogy Amyt akarja magának, mivel volt egy kapcsolatuk, mielőtt a lány Scottal összejött. Carter elmondja, hogy csalódott, hogy Amy Scott mellett maradt, miután Carter elmondta neki Scott hűtlenségét. Azt mondja, hogy amint Scott meghal, ő fogja megvigasztalni Amyt, és Amy vele akar majd lenni.
Flemming utasítja Scottot, hogy engedje le a székből, és Scott és Carter összeverekednek. Scott végül leszúrja Cartert, levágja Carter tetoválását, majd azt a szkennerekhez érintve megszökik. Victor megöli az egyik őrt és kiszabadul, de egy másik őr viszont vele is végez. Scott hívja a zsarukat és kiszabadítja Kendrát, akit Travis lelő. Flemming elrendeli az összes fogoly megölését. Scott és Travis összeverekednek, és Scott végül megöli Travist. Flemming felrobbantja az épületet, és megpróbál elhajtani, de Carter megöli, és elveszi a kocsiját. Carter meglátja Scottot, és bezárja a bejárati kaput, mielőtt Scott odaérhetne hozzá. Ezután gyorsan elhajt, miközben az épület felrobban, Scott pedig még mindig a kapun belül van.
Valamivel később Carter megvigasztalja Amyt a házában. Miután meghívja, hogy maradjon éjszakára, Amy elárulja, hogy Scott még mindig életben van, és egy dugóhúzóval egy székhez csavarja Carter kezét. Megjelenik a megégett Scott, és a páros a garázsukban egy székhez szíjazza, ahol Scott egy könnyű benzinmotoros szerszámmal végez vele.

## Szereplők
| Színész            | Szerep                  | Magyar hang     |
| ------------------ | ----------------------- | --------------- |
| Brian Hallisay     | Scott                   |                 |
| Kip Pardue         | Carter McMullen         | Welker Gábor    |
| John Hensley       | Justin                  |                 |
| Skyler Stone       | Mike Malloy             |                 |
| Sarah Habel        | Kendra                  | Bánfalvi Eszter |
| Zulay Henao        | Nikki                   | Vadász Bea      |
| Chris Coy          | Travis                  |                 |
| Thomas Kretschmann | Flemming                | Kardos Róbert   |
| Nickola Shreli     | Victor                  |                 |
| Evelina Oboza      | Anka                    |                 |
| Kelly Thiebaud     | Amy, Scott menyasszonya |                 |

## Megjelenés
A filmhez számos virtuális marketingeszköznek kellett volna kapcsolódnia, többek között egy QR-kódok gyűjteményének, amelyek beolvasása esetén exkluzív tartalmakhoz juthatunk. Az egyik ilyen jelenet a filmben 1:09:26-nál látható. A film tesztnézők negatív fogadtatása miatt azonban a marketingkampányt elvetették. A kód beolvasása most azt eredményezi, hogy a "top left 8" kifejezés jelenik meg.
A Motel 3. az Egyesült Államokban 2011. december 27-én, Európában pedig 2012. január 18-án jelent meg DVD-n és Video on Demand platformon.
A Rotten Tomatoes kritika-gyűjtő oldalon a film hat kritika alapján 67%-os minősítést kapott, 6,25/10-es átlagértékeléssel.